# Gonzalo Pizarro (kanton)
Gonzalo Pizarro – kanton w prowincji Sucumbíos, w Ekwadorze. Stolicą kantonu jest Lumbaqui.